# Janowiec (gmina)
Pour les articles homonymes, voir Janowiec.
Janowiec (parfois appelée Janowiec nad Wisłą) est une gmina rurale (gmina wiejska) du powiat de Puławy, dans la Voïvodie de Lublin, dans l'est de la Pologne.
Son siège administratif (chef-lieu) est le village de Janowiec, qui se situe environ 12 kilomètres (km) au sud-ouest de Puławy (siège du powiat) et 49 kilomètres à l'ouest de la capitale régionale Lublin (capitale de la voïvodie).
La gmina couvre une superficie de 79 km2 pour une population de 3 594 habitants en 2006.

## Histoire
De 1975 à 1998, la gmina est attachée administrativement à l'ancienne voïvodie de Lublin.

Depuis 1999, elle fait partie de la nouvelle voïvodie de Lublin.

## Géographie
La gmina inclut les villages (sołectwa) de:

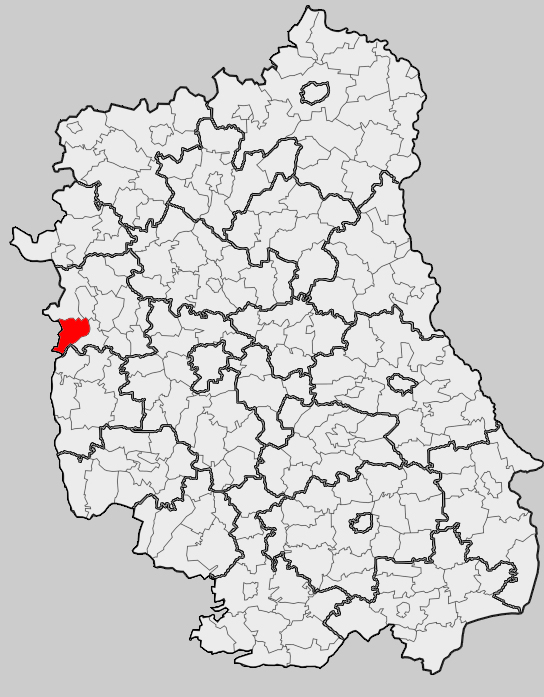
Position de la gmina dans la voïvodie

- Brześce
- Brześce-Kolonia
- Janowice
- Janowiec
- Nasiłów
- Oblasy
- Trzcianki
- Wojszyn

### Gminy voisines
La gmina de Janowiec est voisine de:

la ville de:
- Puławy

et les gminy de :
- Kazimierz Dolny
- Przyłęk
- Puławy
- Wilków

## Structure du terrain
D'après les données de 2002, la superficie de la commune de Janowiec est de 79 kilomètres carrés, répartis comme telle :
- terres agricoles : 47 %
- forêts : 35 %

La commune représente 8,47 % de la superficie du powiat.

## Démographie
Données du 30 juin 2004 :
| Description        | Total  | Total | Femmes | Femmes | Hommes | Hommes |
| ------------------ | ------ | ----- | ------ | ------ | ------ | ------ |
| Unité              | Nombre | %     | Nombre | %      | Nombre | %      |
| Population         | 3 611  | 100   | 1 792  | 49,6   | 1 819  | 50,4   |
| Densité (hab./km²) | 45,7   | 45,7  | 22,7   | 22,7   | 23     | 23     |